# Agrypon flavifrontatum
Agrypon flavifrontatum là một loài tò vò trong họ Ichneumonidae.